# コロコロアートコレクション

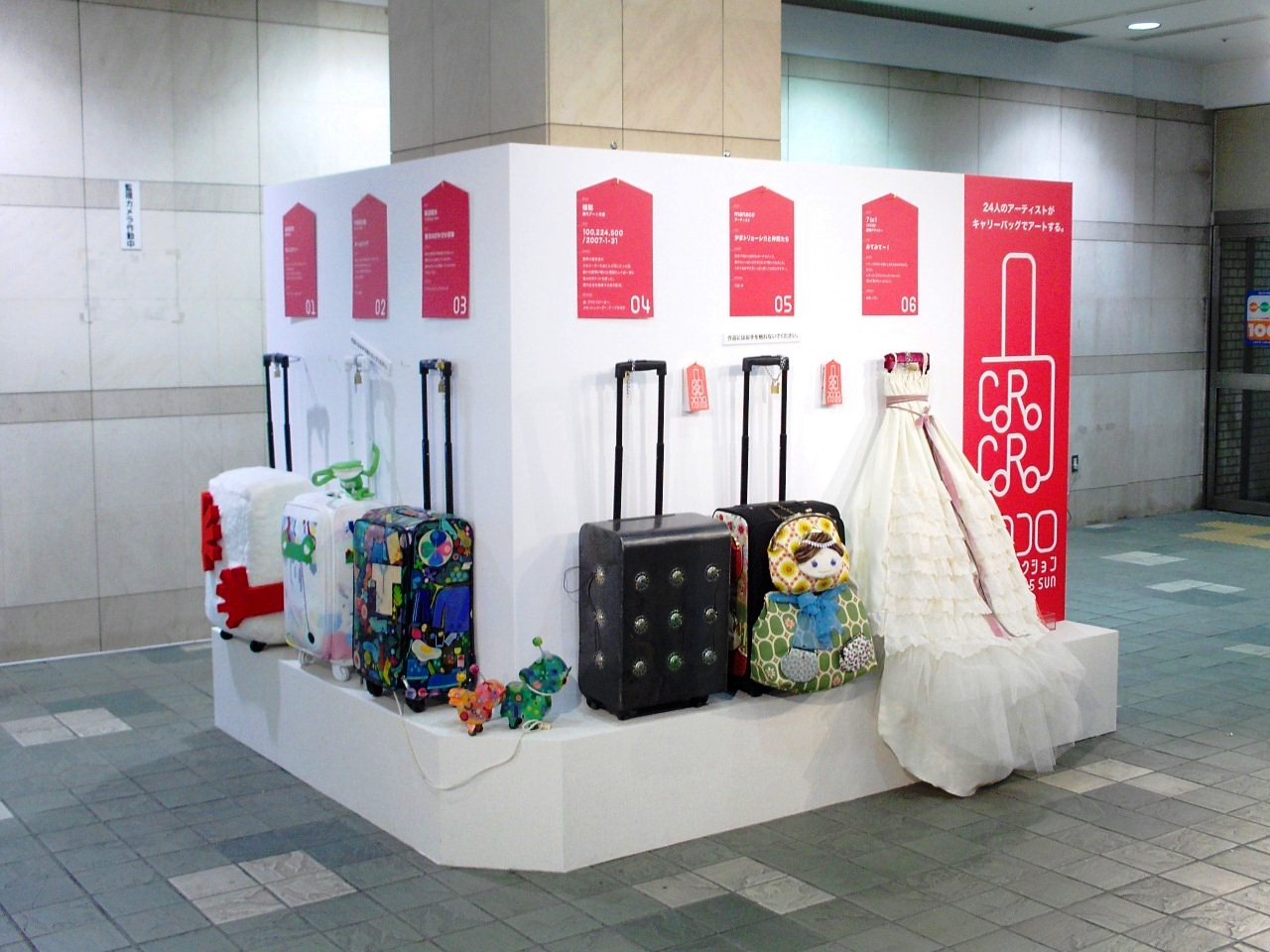
コロコロアートコレクション、展示作品の一部。ドレスやスピーカーを模したものなどデザインは様々。

コロコロアートコレクション（COROCOROアートコレクション）は、北海道札幌市にあるJRタワースクエア内で、JRタワー完成から4周年を記念して、2007年3月6日から3月25日に行われたアートイベント。株式会社札幌駅総合開発が主催。全24人のアーティスト達がデザインを手がけた、「コロコロ」こと小さなトロリーバッグを展示する。

## 概要
コロコロアートコレクションではJRタワースクエアを構成する、札幌ステラプレイス、アピア、札幌エスタ、札幌パセオにて展示。作品は様々なアーティストたちがトロリーバッグにデザインしたもので、カセットレコーダー、LED、菓子やコンデンサーズームマイクなど、ありとあらゆる素材で作られている。全部で24個ある作品は、アピア・地下一階に位置する木漏れ日の広場、札幌エスタ7階にあるエレベーターホール、地下一階札幌パセオ・東側地下通路、札幌ステラプレイス・1階の東コンコースにあるオフィス入り口前の、4か所にそれぞれ6作品が展示された。「アートは、キュートに」をイベントのコンセプトに、赤色を基調としたテーマカラーが特徴。期間中午後1時（実施日限定）・3時・5時のそれぞれの時間には、「COROCOROガールズ」と呼ばれる一団が作品のトロリーバッグを引いて館内を移動。JRタワースクエア内を作品を引き連れて回る、アートパフォーマンスもこのイベントの特徴である。
イベントの開催日は2007年3月6日・7日、9日～11日、16日～18日、21日、23日～最終日の25日である。このうちCOROCOROガールズが午後1時から作品とともに館内を回るのは、3月10日・11日、17日・18日・21日、24日・25日の7日間で、それ以外は午後3時と午後5時からイベントが行われる。

## 作品概要
| No. | アーティスト名                             | 職業・所属                     | 作品名                                             |
| --- | ------------------------------------------ | ------------------------------ | -------------------------------------------------- |
| 01  | 浅見和司                                   | 造形作家                       | だいじナノ…                                        |
| 02  | 平塚翔太郎                                 | アーティスト                   | ホームシック                                       |
| 03  | 森迫暁夫                                   | イラストレーター               | 春坊のぴかぴか荷物                                 |
| 04  | 端聡                                       | 現代アート作家                 | 100,224,500 / 2007-1-31                            |
| 05  | manaco                                     | アーティスト                   | がまトリョーシカと仲間たち                         |
| 06  | 7to1（木口桂）                             | 服飾デザイナー                 | みてみて～！                                       |
| 07  | 加藤祐子                                   | ファイバーアーティスト         | 心の旅                                             |
| 08  | 蒲原みどり（MIDORIUM DESIGN）              | イラストレーター               | 妄想群蝶図                                         |
| 09  | 鎌田順也                                   | アートディレクター             | Facetious bag（イラスト 佐藤正樹）                 |
| 10  | SAPPORO2（サッポロ ツー）                  | アートプロジェクトチーム S-AIR | 新雪専用除雪バッグ                                 |
| 11  | 今村育子                                   | 現代アート作家                 | わたしのおうち                                     |
| 12  | 伊藤優衣                                   | 北海道文化服装専門学校         | come back journey**                                |
| 13  | 吉住弘之                                   | 造形作家                       | 旅の途中                                           |
| 14  | 佐々木小世里                               | イラストレーター               | Je m'appelle Soleil                                |
| 15  | yukky                                      | イラストレーター               | summer vacation                                    |
| 16  | 清水さくら                                 | フラワーアーティスト           | 春爛漫                                             |
| 17  | 遠谷俊次                                   | 北海道文化服装専門学校         | 桜咲く伝統詰めて旅に出る                           |
| 18  | WABISABI（工藤“ワビ”良平・中西“サビ”一志） | デザインユニット               | デコトランク                                       |
| 19  | Kinpro                                     | イラストレーター               | The tree which does a trip                         |
| 20  | 小川智彦                                   | ランドスケープアーティスト     | ショッピングのためのディレイプロセッサー・ユニット |
| 21  | YOMI                                       | 現代アート作家                 | みんなでどこへいこうか？                           |
| 22  | 中森明子                                   | フラワーアーティスト           | 大切な物を森の中にかくすためのバッグ               |
| 23  | 橋本明日香                                 | 北海道文化服装専門学校         | ポケット                                           |
| 24  | Buni Deco（Steve Zambuni）                 | 流木アーティスト               | Peace of Paper                                     |